# طلوع ماه سیاه
طلوع ماه سیاه (به انگلیسی: Black Moon Rising) فیلمی محصول سال ۱۹۸۶ و به کارگردانی هارلی کوکلیس است. در این فیلم بازیگرانی همچون تامی لی جونز، لیندا همیلتون، رابرت وان، ریچارد جاکل، بابا اسمیت، کینن وین، لی وینگ، ویلیام ساندرسون و نیک کاساوتیس ایفای نقش کرده‌اند.